# 黎煥雄
黎煥雄，詩人，劇場導演，淡江大學中國文學學系畢業，台灣師範大學表演藝術研究所兼任專技副教授；河左岸劇團、創作社劇團創始成員，人力飛行劇團藝術總監。

## 經歷
出版劇場文字作品集《遺憾先生遺憾的包裹掉進了遺憾的海：黎煥雄劇場文集》，集結了自1986年來的參與劇場編導的文字創作。

## 導演作品
- 《M，1987》[1]
- 《星光劇院》
- 《公司感謝你》
- 《幾米音樂劇地下鐵2017》
- 《台北爸爸，紐約媽媽》
- 《幾米音樂劇－向左走向右走》
- 《幾米幸運兒》
- 《浦契尼：杜蘭朵》
- 《夜夜夜麻》
- 《落葉‧傾城‧張愛玲》
- 《時光電影院》

## 詩集
- 《寂寞之城》

## 劇本
- 《星之暗湧》
- 《賴和》
- 《幾米地下鐵 一個重新想像的旅程》

## 外部連結
- 生命的力量 音樂劇「時光電影院」即將上演 （页面存档备份，存于）
- 2013 TIFA─兩廳院年度製作《落葉‧傾城‧張愛玲》 （页面存档备份，存于）
- 解嚴32年 「M，1987」召喚記憶廢墟 （页面存档备份，存于）
- 台灣作家作品目錄資料庫——黎煥雄 （页面存档备份，存于）